# Jurij Smahin
Jurij Iwanowycz Smahin, ukr. Юрій Іванович Смагін, ros. Юрий Иванович Смагин, Jurij Iwanowicz Smagin (ur. 28 stycznia 1957 w Nowej Kachowce, w obwodzie chersońskim) – ukraiński piłkarz, grający na pozycji napastnika, trener piłkarski.

## Kariera piłkarska

### Kariera klubowa
Wychowanek klubu Enerhija Nowa Kachowka. W 1979 roku rozpoczął karierę piłkarską w drużynie Sudnobudiwelnyka Mikołajów. W 1989 bronił barw Dnipra Czerkasy, a po 2 latach powrócił do Sudnobudiwelnyka. Latem 1992 zasilił skład Melioratora Kachowka. W 1993 przeszedł do Enerhii Mikołajów, w którym zakończył karierę piłkarską.

## Kariera trenerska
Po zakończeniu kariery piłkarskiej rozpoczął pracę szkoleniową. Ukończył studia w Instytucie Pedagogicznym w Mikołajowie i Szkołę Trenerską w Kijowie. Pomagał trenować kluby Polihraftechnika Oleksandria, Olimpija FK AES Jużnoukraińsk i Enerhija Nowa Kachowka. Od marca 1999 do października 2001 prowadził Torpedo Melitopol. Od 18 lipca 2014 roku pracował jako trener-skaut w MFK Mikołajów, a 16 stycznia 2015 objął stanowisko pełniącego obowiązki głównego trenera klubu. 3 marca 2015 jego zmienił Anatolij Stawka. 3 września 2015 został mianowany na stanowisko głównego trenera Enerhii Nowa Kachowka, którą kierował do końca roku.

## Sukcesy i odznaczenia

### Sukcesy indywidualne
- rekordzista MFK Mikołajów w ilości rozegranych meczów: 361 meczów

### Odznaczenia
- tytuł Mistrza Sportu ZSRR